# Melanie Klasen-Memmer

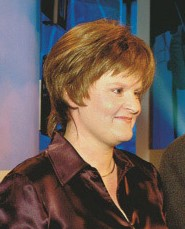
Melanie Klasen-Memmer (2003)

Melanie Klasen-Memmer (* 1967 in Alf (Mosel)) ist eine deutsche Physikochemikerin. Sie ist Spezialistin für Flüssigkristalle und erhielt 2003 den Deutschen Zukunftspreis für ihre Forschung zum Einsatz von Flüssigkristallen in LCD-Fernseh-Bildschirmen.

## Herkunft und Ausbildung
Melanie Klasen-Memmer stammt aus Bengel (Mosel) in Rheinland-Pfalz und lebt in Heuchelheim bei Frankenthal. Von 1986 bis 1992 studierte sie Chemie an der TU Kaiserslautern. Sie erhielt ein Graduierten-Stipendium des Landes Rheinland-Pfalz (1992 bis 1995) und wurde 1996 zur Dr. rer. nat. im Fachbereich Chemie über Flüssigkristalle promoviert.

## Karriere
Von 1995 bis 1997 arbeitete Melanie Klasen-Memmer als wissenschaftliche Mitarbeiterin noch an der TU Kaiserslautern, 1998 wechselte sie in die Flüssigkristallforschung der Merck KGaA in Darmstadt und wurde etwas später Laborleiterin, seit 2012 arbeitet sie in der Forschung für zukünftige Displaytechnologien.

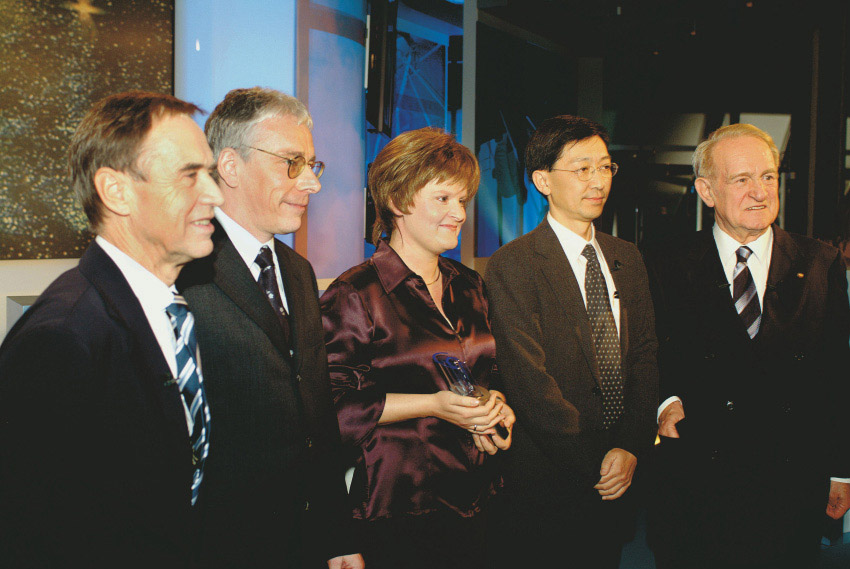
Verleihung des deutschen Zukunftspreises 2003 durch Bundespräsident Johannes Rau (re.)

2003 erhielt sie zusammen mit den Chemikern Matthias Bremer und Kazuaki Tarumi den mit 250.000 € dotierten deutschen Zukunftspreis aus den Händen von Bundespräsident Johannes Rau für ihre Arbeit mit dem Thema »Leichter, heller, schneller: Flüssigkristalle für Fernsehbildschirme«.
Durch die Arbeit der Forschungsgruppe konnten erstmals großformatige Flachbildschirme für Fernseher auf Flüssigkristall-Basis mit guter Bildqualität (helles Bild, hoher Kontrast hoch natürliche Darstellung von raschen Bewegungen) produziert werden. Dafür wurden bei Merck seit den 90er Jahren systematisch flüssigkristalline Substanzen synthetisiert, verbessert und auf Eignung vor allem auch in Mischungen getestet. Die Firma Sharp brachte als erste LCD-Fernsehbildschirme (Aquos LC-C1 mit einer Diagonalen von 50 cm) mit dem neuen von der Arbeitsgruppe entwickelten Material (Vertically-Aligned-Material) erfolgreich auf den Markt.
LCD-Flachbildschirme benötigen im Vergleich zur Bildröhre nur rund 50 Prozent der Energie und haben eine doppelt so lange Lebensdauer. Die verwendeten Flüssigkristalle sind weder toxisch noch für die Umwelt schädlich.
Klasen-Memmer ist seit 2022 Vizepräsidentin der Deutschen Flüssigkristall-Gesellschaft.

## Ausgewählte Veröffentlichungen
- mit Evangelia Zavvou et al.: Polarisation-driven magneto-optical and nonlinear-optical behaviour of a room-temperature ferroelectric nematic phase, 16. Juni 2022.
- mit Matthias Bremer et al.: Der Fernseher in der Westentasche: Flüssigkristall – Materialentwicklung für das neue Jahrtausend in Angewandte Chemie 2013, 125 (34), 9048-9065.